# Fox Crime
Fox Crime (cách điệu là FOXCRIME) là một mạng truyền hình, do Fox Networks Group phát hành, kênh phát sóng trên một số quốc gia của Châu Âu, Châu Phi và Châu Á như Ý, Bồ Đào Nha, Serbia, Bulgaria và Thổ Nhĩ Kỳ. Chương trình cơ bản bao gồm nhiều phim truyền hình, phim hài và phim liên quan đến tội phạm, kinh dị và điều tra.
Kênh ra mắt lần đầu tiên tại Ý ngày 31 tháng 10 năm 2004, Bulgaria ngày 13 tháng 10 năm 2006, Bồ Đào Nha ngày 28 tháng 9 năm 2007, Hồng Kông ngày 3 tháng 5 năm 2008, Singapore ngày 2 tháng 10 năm 2006, và tại Việt Nam ngày 29 tháng 10 năm 2007. Fox Crime cũng khởi chiếu tại Philippines ngày 1 tháng 1 năm 2008 trên Sky Cable. Ở Indonesia, kênh này được cấp qua Indovision vào giữa năm 2010. Sau đó, kênh được ra mắt tại Thái Lan ngày 29 tháng 7 năm 2010. Năm 2016, Fox Crime có sẵn ở MENACE Khu vực qua AD Drama HD và qua Elife ở Các Tiểu Vương quốc Ả Rập Thống nhất.
Kênh FX và BabyTV đã được ra mắt tại Ấn Độ vào ngày 25 tháng 3 năm 2009. Fox Channels India đã nhận cảnh báo đường tải xuống từ Bộ I&B của Ý đối với ba kênh vào ngày 12 tháng 3 năm 2009. Tuy nhiên Ấn Độ và Sri Lanka hiện đang sử dụng Asian Feed. Fox Crime HD đã được khởi chiếu tại Châu Á vào tháng 5 năm 2016 thông qua AsiaSat 5, tại Latvia, kênh đã được khởi chiếu cùng với Fox Life và National Geographic Channel ngày 1 tháng 10 năm 2011. Năm 2013, kênh ra mắt ở Châu Phi như một phần của StarSat. Kênh ở Châu Phi chính thức đóng cửa ngày 30 tháng 9 năm 2016, nhưng FOX Crime vẫn tiếp tục phát sóng ở Ages and Maindubs với phiên bản tiếng Bồ Đào Nha.
Từ ngày 1 tháng 10 năm 2021, hãng Disney ngừng cung cấp các kênh truyền hình tại khu vực Đông Nam Á và Hồng Kông. Vì thế, nhóm kênh Fox (Fox, Fox Movies, Fox Family Movies, Fox Action Movies, Fox Life, Fox Crime, Fox Sports, FX...) đã dừng phát sóng trên tất cả các dịch vụ truyền hình trả tiền tại Việt Nam.

## Chương trình
- The Alienist
- Body of Proof (Bulgaria)
- Bones
- Breakout Kings
- Broadchurch
- Brotherhood
- Burn Notice
- Castle
- The Closer (Bồ Đào Nha)
- Cold Case
- COPS
- Criminal Minds
- CSI: Crime Scene Investigation
- CSI: Miami
- Detroit 1-8-7
- Dexter
- Flashpoint
- Grimm
- Hope Springs
- Hustle
- The Glades
- Journeyman
- Las Vegas
- Law & Order
- Law & Order: Criminal Intent
- Law & Order: Special Victims Unit
- Law & Order: UK
- Leverage
- Longmire
- Major Crimes (Thổ Nhĩ Kỳ và Ý)
- Missing
- Monk
- Moonlighting
- Murder in the First
- Night Guard[8][9][10]
- Night Stalker
- Numb3rs
- Prison Break
- ReGenesis
- Republic of Doyle
- Rizzoli & Isles  (Bồ Đào Nha)
- Romanzo criminale – La serie  (Bulgaria)
- Rookie Blue
- Shattered
- Shetland  (Bồ Đào Nha)
- The Blacklist
- The Chicago Code
- The District
- The Killing
- The Killpoint
- The Listener
- The Practice
- The Sopranos
- The Walking Dead
- Underbelly
- White Collar
- World's Wildest Police Videos

## Fox Crime Turkey
- Breakout Kings
- Bull
- Common Law
- CSI: Crime Scene Investigation
- CSI: Miami
- CSI: NY
- Homeland
- Jo
- Luther
- Major Crimes
- Murdoch Mysteries
- NYC 22
- Medium
- MacGyver
- N.C.I.S.
- N.C.I.S.: Los Angeles
- Shark
- The Chicago Code
- The Glades
- The Killing
- Vegas